# Central Bureau for Astronomical Telegrams
O Central Bureau for Astronomical Telegrams (CBAT) é o organismo oficial internacional responsável pela catalogação e identificação de eventos astronómicos recentemente descobertos. 

## Publicação
O CBAT publica a Circular IAU, cuja finalidade é fornecer rapidamente informações sobre fenômenos astronômicos, tais como a descoberta de novas, supernovas e cometas. As circulares são publicadas em formato eletrônico e também impressas em papel. A primeira circular, publicada no dia 22 de outubro de 1922 por Elis Strömgren, anunciava a descoberta de um novo cometa por Walter Baade no observatório de Bergedorf, em Hamburgo.